# Gare du midi de Francfort-sur-le-Main
Pour les articles homonymes, voir Gare de Francfort.
La gare du midi de Francfort (en allemand Frankfurt (Main) Südbahnhof) est une gare ferroviaire allemande. C'est l'une des principales gares de la ville de Francfort-sur-le-Main. Elle est située dans le quartier de Sachsenhausen.

## Situation ferroviaire
La gare est un important nœud ferroviaire local.

## Histoire
Cette gare a été ouverte le 15 novembre 1873, sous le nom de Bebraer Bahnhof.

## Service des voyageurs

### Desserte
La gare est desservie par de nombreux ICE, ainsi que par des trains régionaux (RegionalExpress, RegionalBahn), locaux (S-Bahn) et des trains de nuit.

### Intermodalité
Des correspondances sont possibles avec le métro léger et le tramway.